# Kék fú
A kék fú (Porphyrio porphyrio) a madarak osztályának darualakúak (Gruiformes) rendjébe, a guvatfélék (Rallidae) családjába tartozó faj.

## Rendszerezése
A fajt Carl von Linné svéd természettudós  írta le 1758-ban, a Fulica  nembe Fulica Porphyrio néven.

## Alfajai
- Porphyrio porphyrio porphyrio –  Európa
- Porphyrio porphyrio madagascariensis – Egyiptom
- Porphyrio porphyrio poliocephalus – trópusi Ázsia
- Porphyrio porphyrio melanotus – Ausztrália
- Porphyrio porphyrio indicus – Indonézia
- Porphyrio porphyrio pulverulentis – Fülöp-szigetek
- Porphyrio porphyrio caspius – Közel-kelet
- Porphyrio porphyrio seistanicus – Közel-kelet

## Előfordulása
Európa déli részén, Ázsiában, Afrikában, Indonéziában, a Fülöp-szigeteken és Ausztráliában honos. Természetes élőhelyei a nádasok, gyékényesek, sásos mocsarak, tavak és tengerpartok. Édes és sós víz mellett egyaránt előfordul. Állandó, nem vonuló faj.

## Kárpát-medencei előfordulása
Magyarországon nagyon ritka kóborló. Mindössze egy alkalommal észlelték, 1967-ben a Velencei-tónál.Az agárdi Madárvárta alapítója,a kiváló ornitológus Radetzky Jenő figyelte meg 1967 nyarán.

## Megjelenése
Testhossz 45-50 centiméter, szárnyfesztávolság 90-100 centiméter, tömege 520-1000 gramm közötti. A tojó kisebb a hímnél.

## Életmódja
Növényi eredetű táplálékot fogyaszt, leveleket, gyékény és nád hajtásait, de megeszi a lucernát és a füvet is. Esetenként nagyobb rovarokat és csigákat is elfogyaszt.

## Szaporodása
A víz fölé, nádból és sásból építi fészkét, fészekalja 2-7 tojásból áll, melyen 23-25 napig kotlik. A fiókák még 60 napig szorulnak a szülők segítségére.
|  |

## Természetvédelmi helyzete
Az elterjedési területe rendkívül nagy, egyedszáma viszont ismeretlen. A Természetvédelmi Világszövetség Vörös listáján nem fenyegetett fajként szerepel. Magyarországon védett, természetvédelmi értéke 10 000 forint forint.